# Солодилов, Леонид Николаевич
Леонид Николаевич Солодилов (1937—2017) — геофизик, сейсмолог. Доктор технических наук(1996), профессор. Заслуженный геолог России. Лауреат государственной премии в области науки и техники СССР(1978), генеральный директор Центра региональных геофизических и геоэкологических исследований. Автор более 100 научных работ, 13 изобретений и 3 международных патентов. Почётный академик МГРИ, Международной академии геоэкологии, член-корреспондент РАЕН. Награждён медалями ВДНХ. По его руководством создана сеть региональных сейсморазведочных профилей — геотраверсов, регистратор «Альфа—Геон».

## Биография
Родился 18 марта 1937 года в Курске. В 1960 году окончил МИФИ (с 2009 года — Национальный исследовательский ядерный университет «МИФИ»).
Трудовую деятельность начал в полевых сейсморазведочных партиях и экспедициях ВНИИГеофизика. Работал в Государственном проектном научно-исследовательском институте (1970-74), в НИИ комплексных топливно-энергетических проблем при Госплане СССР (1974-78), в ИФЗ АН СССР(1978-82), в НПО «Геофизика». С 1991 года — директор Центра ГЕОН. По его руководством проводились региональные глубинные исследования и мониторинг геологической среды в разных регионах России. Занимался вопросами безопасного подводного возбуждения сейсмических сигналов.
Работал в ОАО «НТЦ „Ровзрывобезопасность“», заместителем генерального директора.
Умер 23 июля 2017 года, в Москве.